# Качинський каньйон
Ка́чинський каньйо́н — геологічний заказник національного значення у долині річки Кача Бахчисарайського району АР Крим. Створений згідно з Постановою Кабінету міністрів УРСР від 28 жовтня 1974 року за № 500 на основі затвердженої 1969 року пам'ятки природи заради збереження геологічної структури каньйону, його ландшафтів та пам'яток.

## Загальні відомості
Землекористувачем території є ДП «Бахчисарайське державне лісове господарство». У підлеглому йому Михайлівському лісництві заказник «Качинський каньйон» лежить у квадратах 55, 56, 57, 61. Річка Кача пробила Г-подібний каньйон у Внутрішній гряді Кримських гір, що складаються з вапнякових та мергелевих порід. Каньйон сягає 150 м ширини і 140 м глибини. На західному боці каньйону були давні поселення, а східна його сторона була незаселена. На прямовисних скелях висять миски-бастіони, біля підніжжя яких утворилися гроти.
Площа заказника 100 га. Каньйон лежить біля селищ Кудрине (Шурі), Машине (Татарка), Передущельному (Кош-Деґірмен) (151 м над рівнем моря). Відстань від Бахчисараю 8 км. Це один з найбільших каньйонів Криму нарівні з Великим каньйоном і Чорнорічинським каньйоном. На відміну від нижньої течії річка Кача не пересихає в каньйоні впродовж року.

### Пам'ятки археології

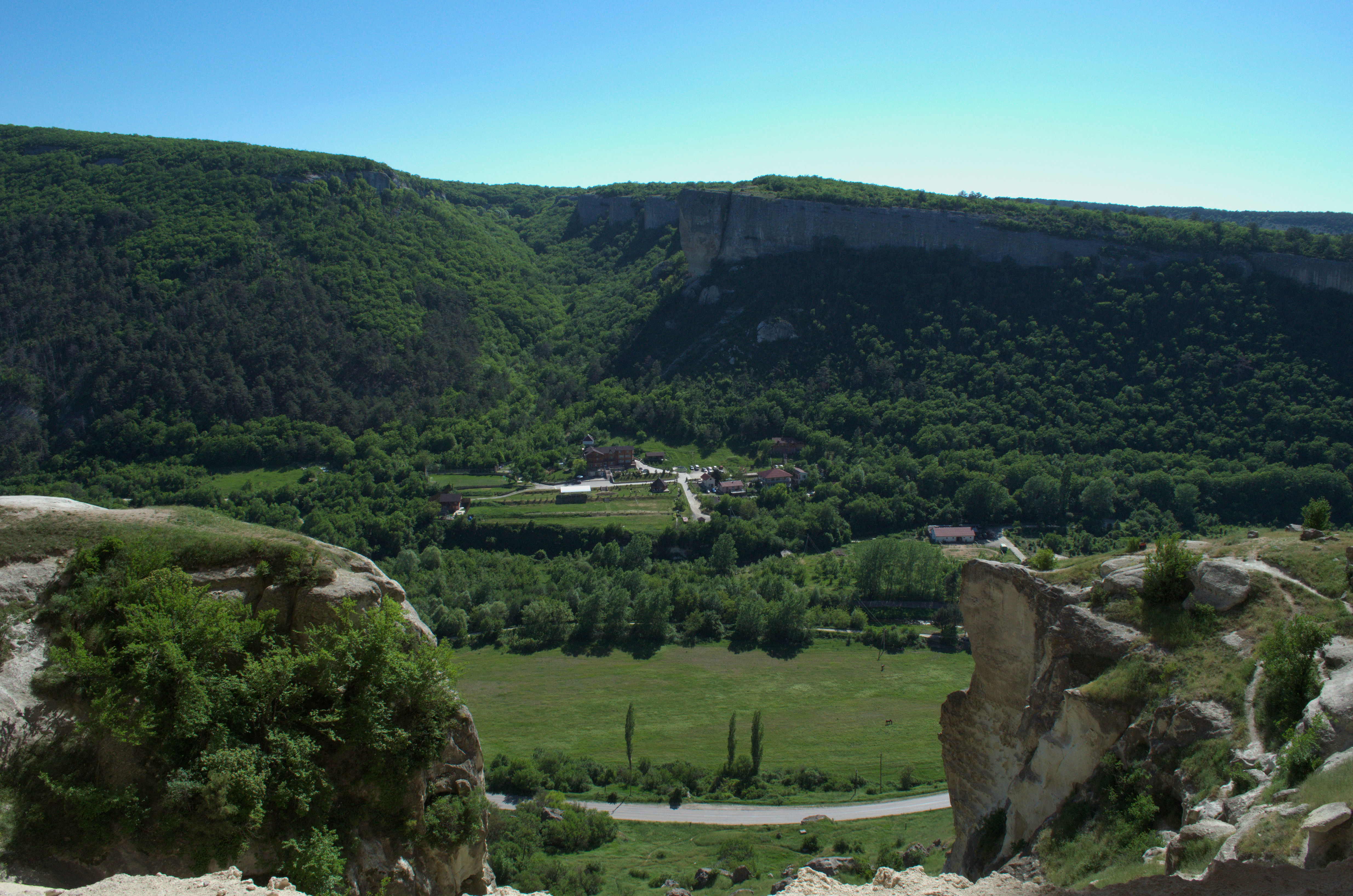
Качинський каньйон з Качі-Кальон

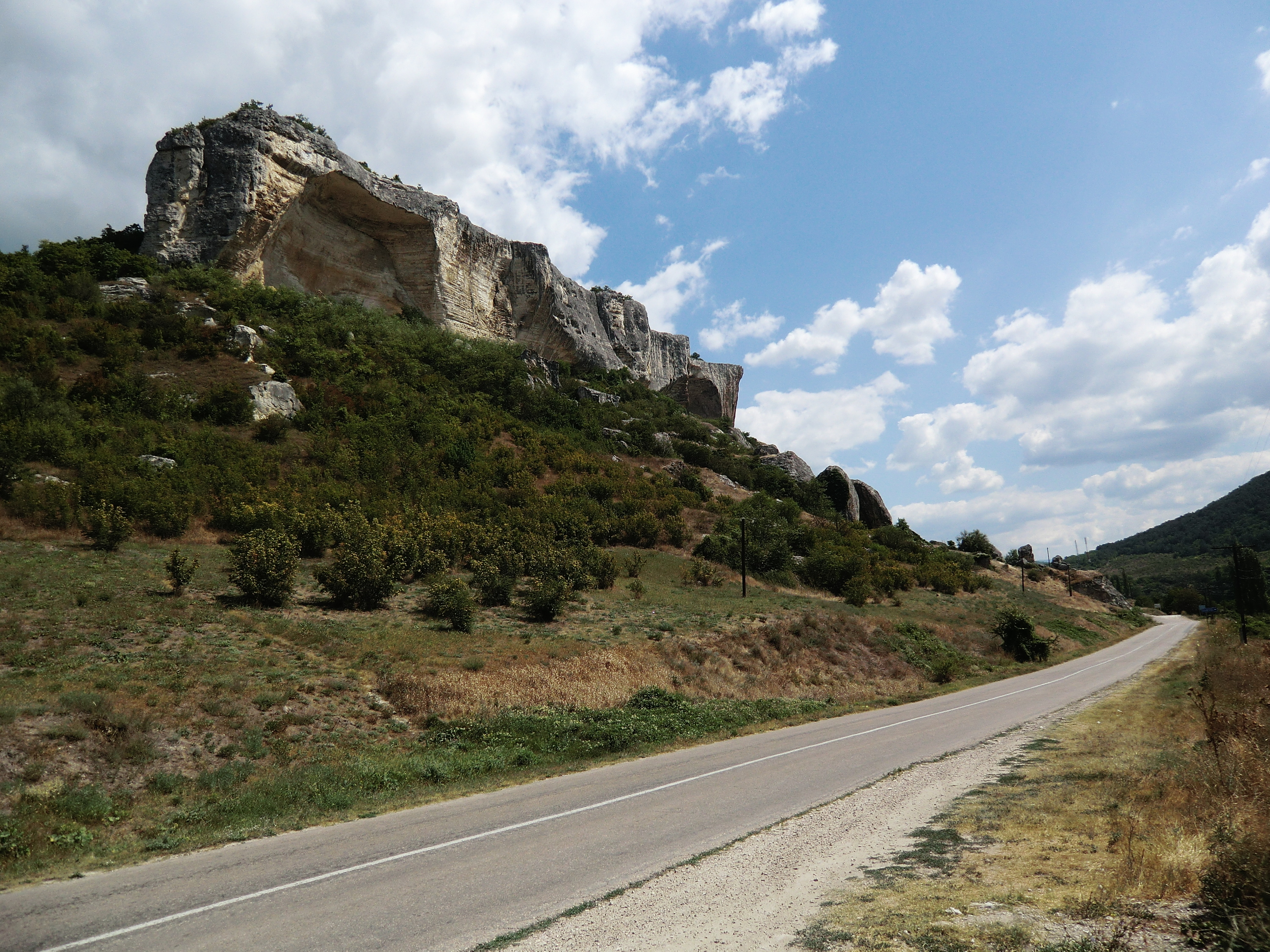
Скеля Хрестовий корабель

У західній частині каньйону в підніжжі скелі збереглось печерне місто Качі-Кальон VI—VIII ст., що належить до Бахчисарайського історико-культурного заповідника. Навколо п'яти великих природних гротів розташовані природні печери й комплекс 30—50 декількаярусних штучних печер, що поєднані між собою лазами, сходами. У природних печерах, імовірно, розміщувались церкви. Загалом у місті налічують 250 штучних печер різного призначення. Скеля, в якій вирубані печери, схожа на ніс корабля й у верхній її частині тріщини нагадують зображення хреста. Через це скелю називають «хрестовим кораблем». Поряд зберігся давній цвинтар і вирубані у скелі чавильні винограду — тарапани.
По всій протяжності каньйону в гротах збереглися сліди перебування стоянок первісних людей з виробами з кременю, кістки вимерлих тварин — дикого коня (Equus caballus ferrus), печерного ведмедя (Ursus spelaeus Rosenmüller) та інших.

## Флора

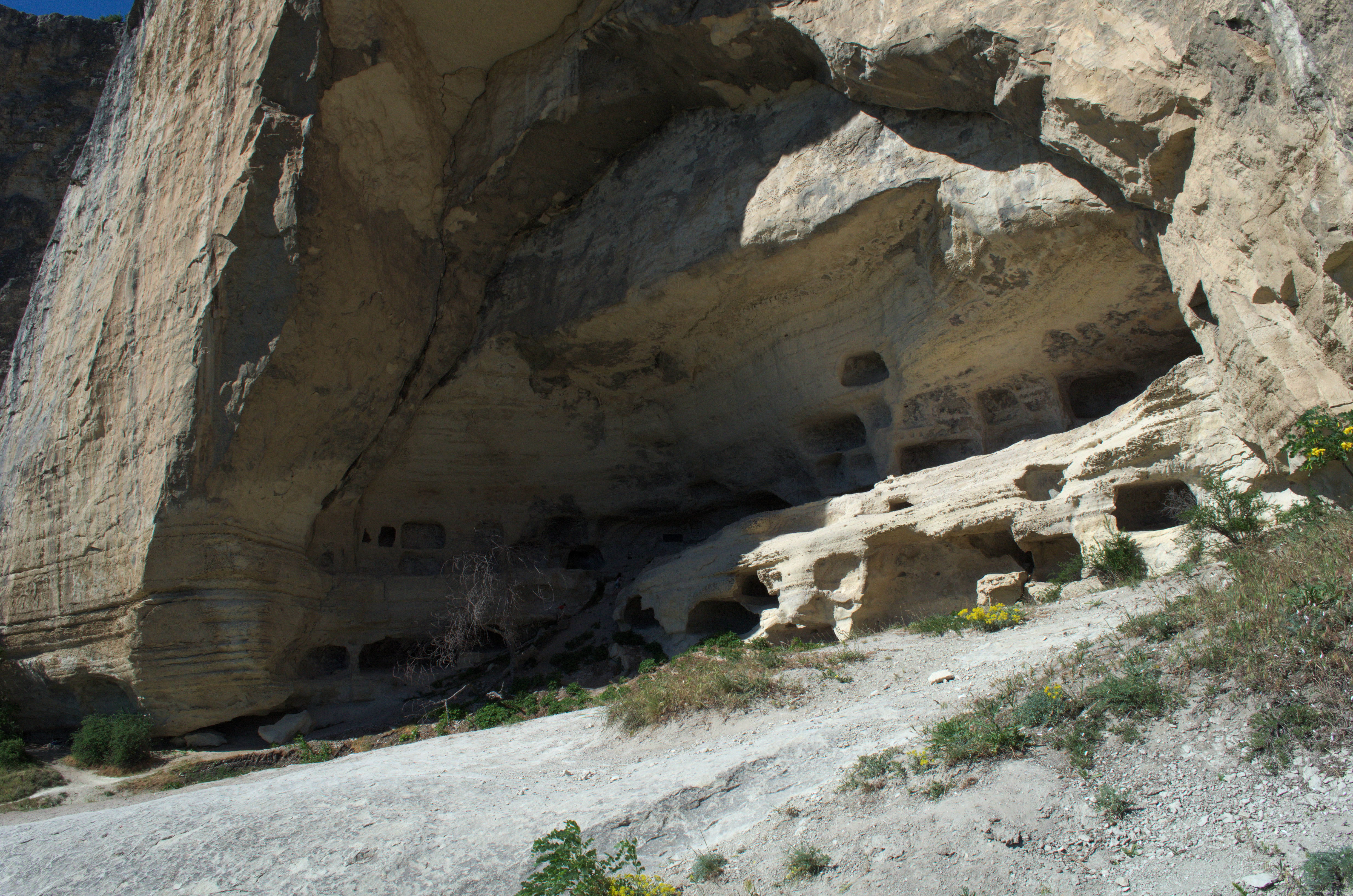
Печерне місто

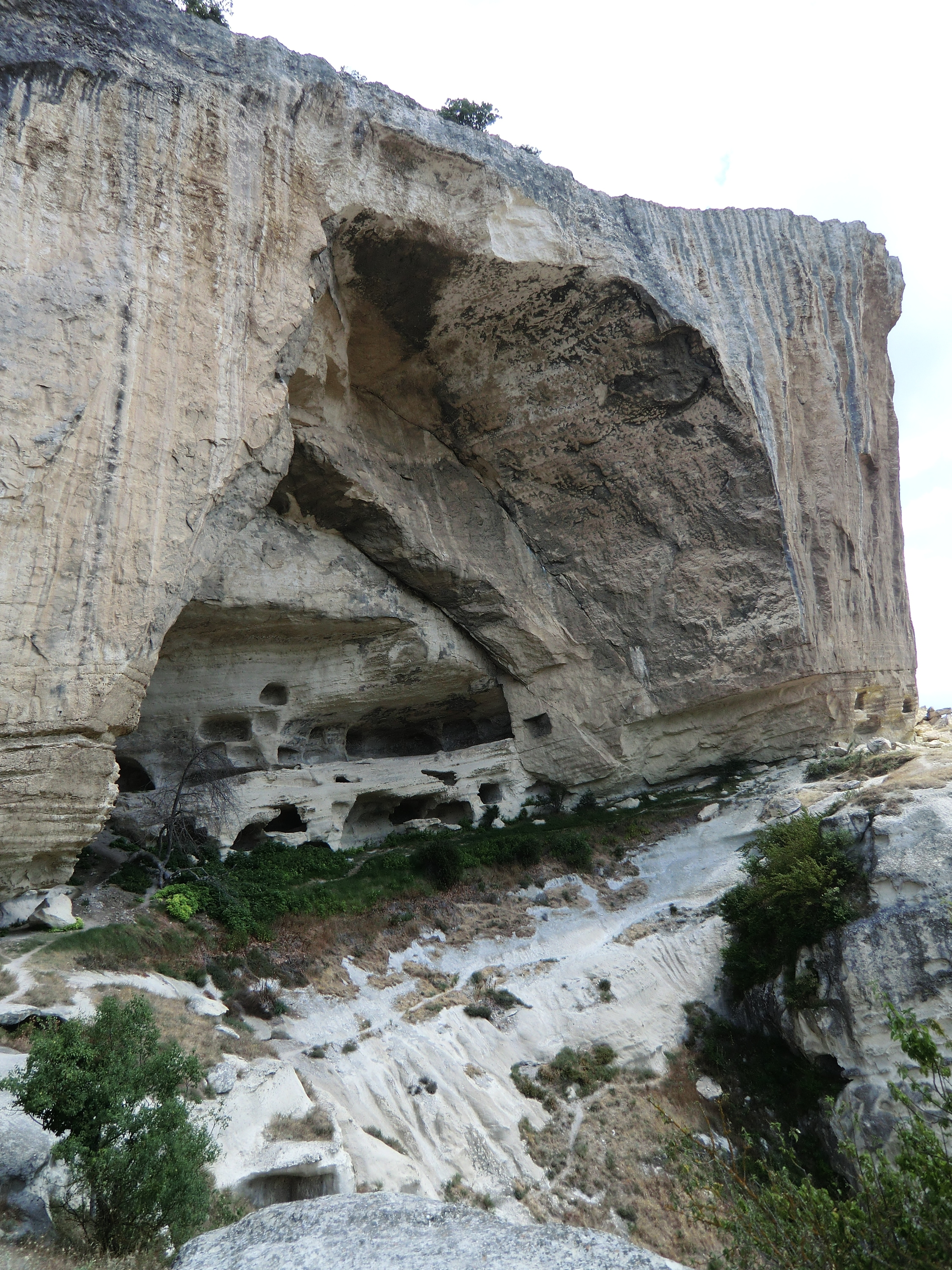
Грот у каньйоні

Прямовисні скелі каньйону внаслідок багатовікової ерозії в декотрих ділянках трансформувались у круті схили. На них росте дуб пухнастий (Quercus pubescens Willd.) і дуб скельний (Quercus petraea), чиє коріння пристосоване до скелястих схилів. Крім того тут росте граб східний (Carpinus orientalis), ліщина звичайна (Corylus avellana L.), чагарники глоду (Crataegus), шипшина (Rōsa), барбарису (Berberis), держидерево (Paliurus spina-christi). На схилах ростуть трави-ендеміки — чабер кримський (Satureja taurica), лагозерис пурпуровий, румія критмолиста, яка занесена до Червоної книги України. Лагозерис пурпуровий занесений до Європейського червоного списку тварин і рослин, що знаходяться під загрозою зникнення у світовому масштабі і Червоному списку Міжнародної спілки охорони природи видів, яким загрожує зникнення.